# آندری چسنوکوف
آندری چسنوکوف (روسی: Андрей Эдуардович Чесноков؛ زاده ۲ فوریهٔ ۱۹۶۶) یک تنیس‌باز اهل روسیه است.